# Ауэрсвальд, Ингрид
Ингрид Ауэрсвальд(-Ланге) (Брестрих(-Ланге)) (девичья фамилия Брестрих, нем. Ingrid Auerswald-Lange; род. 2 сентября 1957, Йена, Гера) — немецкая (ГДР) бегунья на короткие дистанции, чемпионка Европы и мира, победительница Кубков Европы, победительница и призёр Кубков мира, чемпионка и призёр Олимпийских игр, рекордсменка мира и Олимпийских игр, участница двух Олимпиад.

## Карьера
Дисциплиной, в которой Ауэрсвальд добилась наибольших успехов, была эстафета 4×100 метров. Почти все её достижения связаны с этой дисциплиной. Чемпионка Европы 1986 года. Победительница розыгрышей Кубка Европы 1977, 1979, 1983, 1985 и 1987 годов. Чемпионка (1985) и серебряный призёр (1977, 1979) розыгрышей Кубка мира. Чемпионка мира 1983 года.
На летней Олимпиаде 1980 года в Москве Ауэрсвальд выступала в беге на 100 метров и эстафете 4×100 метров. В первой дисциплине она стала бронзовым призёром Олимпиады, а во второй — олимпийской чемпионкой в составе сборной ГДР, за которую выступали также Роми Мюллер, Бербель Вёккель и Марлис Гёр. В ходе забега командой ГДР был установлен мировой рекорд (41,60 с).
На летних Олимпийских играх 1988 года в Сеуле команда ГДР (Зильке Мёллер, Керстин Берендт, Ингрид Ланге и Марлис Гёр) завоевала серебряные медали.